# 第53回オールスター競輪
第53回オールスター競輪（だいごじゅうさんかいオールスターけいりん）は、2010年9月1日から5日まで、いわき平競輪場にて開催された、競輪のGI競走である。

## 勝ち上がり方式
2008年度まではポイント制の勝ち上がり方式であったが、2009年度よりポイント制を廃止し、トーナメント制度を復活させた。6日間開催時に行われていた敗者復活戦を再び採用し、さらにドリームレース・オリオン賞レースの成績上位者を集めた「シャイニングスター賞」の1着選手には、準決勝免除で決勝進出権が与えられる。これにより、2002年の日本選手権競輪で採用された6日間トーナメントを5日間に短縮する形での勝ち上がりに変更された。
以下は勝ち上がり組のみを対象に記す。5日間とも11レース。
- 初日

「一次予選」 合計10レース行われ、各レース1着10名が「二次予選」、2着10名のうち平均競走得点上位8名が「二次予選」、2着10名のうち平均競走得点下位2名と3着から4着20名、5着のうち平均競走得点上位5名が「敗者復活I」進出。
「ドリームレース」 最上位の特別選抜予選、という位置づけで、最終レースに行われ、1着から4着4名が無条件で3日目の「シャイニングスター賞」と、4日目の「準決勝」進出の権利が同時に得られる。5着から9着5名は「二次予選」進出。
- 2日目

「敗者復活I」 合計3レース行われ、各レース1着から3着9名が「敗者復活II」進出。
「特別選抜予選」 合計3レース行われ、各レース1着3名が無条件で3日目の「シャイニングスター賞」と、4日目の「準決勝」進出権利が同時に得られる。2着から9着24名は「二次予選」進出。
「オリオン賞レース」 上位の特別選抜予選、という位置づけで、最終レースに行われ、1着から2着2名が無条件で3日目の「シャイニングスター賞」と、4日目の「準決勝」進出権利が同時に得られる。3着から9着7名は「二次予選」進出。
- 3日目

「敗者復活II」 1レース行われ、1着1名が「準決勝」進出。
「二次予選」 合計6レース行われ、各レース1着から4着24名と5着のうち平均競走得点上位3名が「準決勝」進出。
「シャイニングスター賞」 二次特別選抜予選として、最終レースに行われる。1着1名が無条件で最終日の「決勝」進出権利が得られる。2着から9着8名は「準決勝」進出。
- 4日目

「準決勝」 合計4レース行われ、各レース1着から2着8名が「決勝」進出。
- 5日目

「決勝」 最終レース。上位3着までは表彰式で表彰台に上がることができる。また、優勝者には優勝インタビューやウイニングランなどが執り行われる。
「特別優秀」 「決勝」の2つ前の合計2レース。「準決勝」各レース3着から5着12名と、4日目「優秀」各レース1着から2着6名により行われる。

## 決勝戦
7番手からの大捲りを決めた山崎は、オールスター競輪としては初優勝。GI優勝は通算7度目。この結果、ダービーのみを残してグランドスラム達成に王手をかけた。

### 成績
- 9月5日(日)

| 着 | 番 | 選手名     | 齢 | 府県 | 期別 | 級班 | 着差  | 上り | 決ま り手 | S/J H/B | 個人 状況 |
| -- | -- | ---------- | -- | ---- | ---- | ---- | ----- | ---- | --------- | ------- | --------- |
| 1  | 9  | 山崎芳仁   | 31 | 福島 | 88   | SS   |       | 10.9 | 捲り      |         |           |
| 2  | 2  | 佐藤慎太郎 | 33 | 福島 | 78   | S1   | 3/4身 | 10.9 | マーク    |         |           |
| 3  | 1  | 海老根恵太 | 33 | 千葉 | 86   | SS   | 3身   | 11.3 |           |         |           |
|    |    |            |    |      |      |      |       |      |           |         |           |
| 4  | 5  | 神山雄一郎 | 42 | 栃木 | 61   | SS   | 1/8輪 | 11.5 |           |         |           |
| 5  | 6  | 佐々木雄一 | 30 | 福島 | 83   | S1   | 3/4身 | 11.1 |           |         |           |
| 6  | 8  | 石毛克幸   | 33 | 千葉 | 84   | S1   | 1/2輪 | 11.3 |           |         |           |
| 7  | 7  | 大塚健一郎 | 32 | 大分 | 82   | S1   | 1/4輪 | 11.7 |           |         |           |
| 8  | 3  | 武田豊樹   | 36 | 茨城 | 88   | SS   | 2身   | 11.9 |           |         |           |
| 9  | 4  | 吉田敏洋   | 30 | 愛知 | 85   | S1   | 1身   | 12.1 |           | HB      |           |

### 配当金額
| 2=6 | 420円 | (1) |

| 1=2=9 | 1,320円 | (3) |

| 6-2 | 550円 | (1) |

| 9-2-1 | 2,760円 | (3) |

| 2=9 | 420円 | (1) |

| 2=9 | 290円 | (1)  |
| 1=9 | 380円 | (4)  |
| 1=2 | 660円 | (10) |

| 9-2 | 560円 | (1) |

## 特記事項
- いわき平競輪場でのオールスター競輪開催は、出口眞浩が制覇した1994年以来16年ぶり5度目。

- 決勝戦の地上波中継は、一部放送局[4]でCS放送の同時ネットを行った。

- 五日間の総売上は127億9716万9800円で、目標額の140億円には届かなかった。

- 坂本貴史が、本大会でGI初出場。父の坂本勉も同時に選出されており、史上初となる、親子同時GI大会出場を果たした[5]。